# سباستيان كابريرا
سباستيان كابريرا (بالإسبانية: Sebastián Cabrera) هو لاعب كرة قدم تشيلي في مركز الدفاع، ولد في 16 مارس 1998 في كوكيمبو في تشيلي. لعب مع نادي كوكيمبو أونيدو.

## وصلات خارجية
- سباستيان كابريرا على موقع قاعدة بيانات كرة القدم.إي يو (الإنجليزية)
- سباستيان كابريرا على موقع Soccerway.com (الإنجليزية)
- سباستيان كابريرا على موقع عالم كرة القدم.نت (الإنجليزية)